# Отношения между Естония и Русия
Руско–естонските отношения са двустранни международни отношения между Русия и Естония. Дипломатически отношения между РСФСР и Република Естония са сключени на 2 февруари 1920 г.

## Период на Киевска Рус
През 1030 г. киевският княз Ярослав Мъдри воюва с племената на чудините и построява в техните земи крепостта Юрев (по-късно Тарту). През 1061 г. чудините си връщат тези земи. По време на управлението на Ярослав Мъдри в Естония е построена първата руска християнска църква. Естония не е била покръстена до завоюването ѝ от немските и датски кръстоносци през XIII век.

## Средновековие
През 1558 – 1582 г. се води Ливонската война, в която против Русия настъпват Дания, Великото Литовско Княжество, Полското Кралство (по-късно Жечпосполита) и Швеция. Според Ям-Заполския договор от 1582 г. с Жечпосполита и според договора с Швеция от 1583 г. Русия губи излазите на Финския залив. Положението е частично възстановено след 12 години, след новата война между Швеция и Русия.

## Отношения между Руската империя и Естония

### Северна война
В резултат на поражението на Швеция във Великата северна война през 1721 г., към Русия преминават прибалтийските земи (по-късно северната част на Естония) и Ливония (по-късно Южна Естония и Северна Латвия).
През 1819 г. император Александър I освобождава прибалтийските селяни от крепостничеството – за първи път в Руската Империя, с което се позволява на селяните да притежават своя собствена земя или да се преместват в града.

## Двадесети век
През 1918 – 1920 г. протича Естонската война за независимост, по време на Гражданската война в Русия. На 2 февруари 1920 г. между Руската съветска федеративна социалистическа република (РСФСР) и Естонската република се сключва Юревския мирен договор, с който двете страни взаимно се признават. Първата Естонска република просъществува до 1940-те години. През 1939 – 1940 г. става присъединяването на Прибалтика към СССР, въпреки че някои държави (САЩ, Великобритания, Канада, Австралия, Швейцария, Ирландия, Ватикана и др.) продължават де юре да признават Естонската република в качеството ѝ на независима държава. На 29 септември 1960 г. Съветът на Европа приема резолюция, осъждаща военната окупация на прибалтийските страни от СССР.
На 16 ноември 1988 г. Върховният съвет на Естонската ССР обявява суверинитета на Естония.

## Отношения на Естония с Руската Федерация
Руско–естонските отношения са възстановени през януари 1991 г., когато председателите на върховните съвети на Русия и Естония, Борис Елцин и Арнолд Рюйтел, се срещат в Талин и подписват договор, регулиращ отношенията между двете страни. Русия отново признава Естонската република на 24 август 1991 г. след опита за държавен преврат в СССР. Дипломатически отношения са установени на 24 октомври 1991 г. Съветският съюз признава независимостта на Естония на 6 септември.
С разпадането на Съветския съюз през декември 1991 г., Руската федерация става независима страна и получава широко признание като правоприемник на СССР в дипломатическите дела.

### Нарушаване на правата на рускоезичните граждани в Естония
В съветския период процентът на рускоговорещите в Естония се увеличил от по-малко от 10% до повече от 30%, това представлява почти половината от населението на столицата Талин, а дори и мнозинство в някои райони в Североизточна Естония. След възстановяването на независимостта на Естония естонският език отново става единствен официален език. През есента на 1991 г. Естония започва да провежда нова политика за гражданството. Гражданство е отказано на голяма част от рускоезичното малцинство: съветски преселници от периода 1940 – 1991 г. и техните потомци. На 1 юли 1993 г., в отговор на естонския „Закон за чужденците“, Върховният съвет на Русия приема резолюция „За мерките във връзка с нарушаването на човешките права на територията на Естонската Република“, предвиждаща санкции по отношение на Естония.
През февруари 2002 г. зам.-министърът на външните работи на Русия Евгений Гусаров представя на посланика на Естония Карин Яани неофициален документ – списък от седем искания, които Естония трябва да изпълни с цел подобряване на отношенията между двете страни. Тези искания включват: руският език да стане официален език в районите, където рускоезичните представляват мнозинство; да се предостави гражданство посредством натурализация на минимум 20 000 жители ежегодно; официална регистрация на Руската православна църква; осигуряване получаването на средно и висше образование на руски език.
Русия участва в качеството на трета страна в делото на руския военен пенсионер Н. Миколенко против Естония в Европейския съд по правата на човека.
През 2009 г. Министерството на външните работи на РФ отбелязва дискриминация на рускоезичното малцинство в Естония и оценява законопроекта за държавния език като илюстрация на засилващото се мислене на естонските законодатели.

### Обвинения във фашизъм
Естония е обвинявана нееднократно от официални представители на Русия и от еврейски религиозни лидери, а също и от международни организации, в сътрудничество с Нацистка Германия по време на Втората световна война и възкресяване на нацизма.
През 2002 г. в Естония е издигнат паметник на естонския войник, воювал на страната на Хитлер през Втората световна война. Паметникът е наречен „паметник на СС“ от някои информационни агенции, в това число и BBC. Той не е открит официално и е демонтиран скоро след критиките от страна на международната общност.
През 2004 г. същият паметник отново е поставен в град Лихула, но е свален от естонското правителство след 9 дни. Паметникът изобразява естонски войник в немска военна униформа.
Съществуват и законни организации, представляващи ветераните на СС в Естония, които редовно получават пенсии.

### Бронзовият войник
Преместването на Бронзовия войник от Талин и ексхумацията на погребаните на площада в центъра на Талин през април 2007 г. предизвиква остра реакция от страна на Русия. На 27 април Съветът на Федерацията утвърждава заявление, в което се призовава да се предприемат „максимално твърди мерки“ в отношенията с Естония.
Първият вицепремиер Сергей Иванов заявява, че в отношенията с Естония трябва да се приемат адекватни мерки, на първо място икономически. Президентът на Русия Владимир Путин по случай Деня на победата 2007 г. заявява, че подценяването на подвига на героите от Втората световна война и оскверняването на паметниците, издигнати в тяхна памет, води до разногласия и недоверие между страните и народите. Посолството на Естония в Москва е обсадено от протестиращи.